# Cuonetzingo
Cuonetzingo es una localidad del estado mexicano de Guerrero. Es parte del municipio de Chilapa de Álvarez.

## Toponimia
El nombre «Cuonetzingo» proviene de los términos en náhuatl: cuac, cabeza; conetl, niño; tzin, diminutivo; co, locativo. Su significado es «lugar de los gemelos».

## Demografía
| Gráfica de evolución demográfica |
|                                  |

| Censo | Población |
| ----- | --------- |
| 1900  | 209       |
| 1910  | 192       |
| 1921  | 331       |
| 1930  | 377       |
| 1940  | 464       |
| 1950  | 541       |
| 1960  | 825       |
| 1970  | 821       |
| 1980  | 1 199     |
| 1990  | 1 393     |
| 2000  | 1 101     |
| 2010  | 1 644     |
| 2020  | 1 553     |